# Görlitzer Abkommen

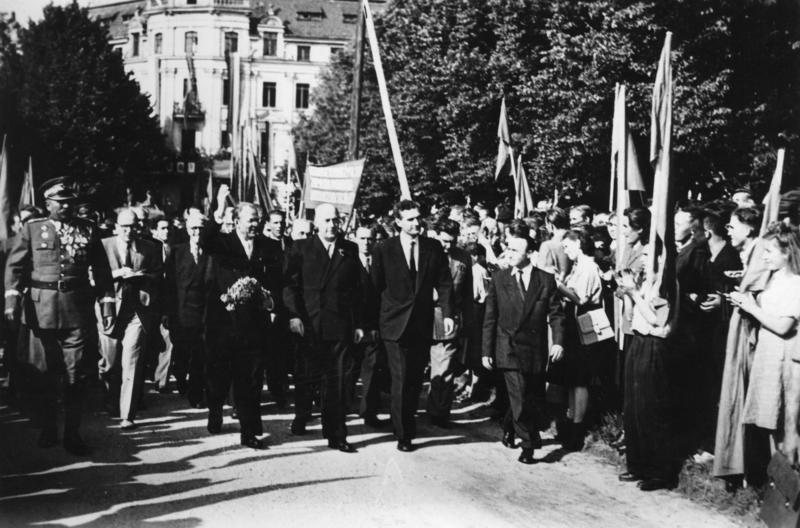
Józef Cyrankiewicz und Otto Grotewohl begeben sich zum Kulturhaus zur Unterzeichnung des Grenzabkommens, 6. Juli 1950

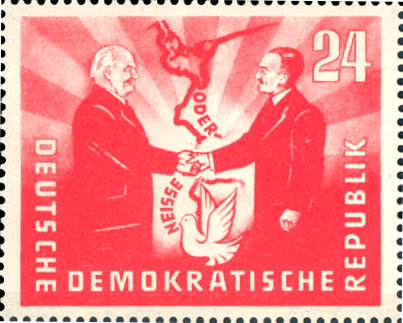
Görlitzer Abkommen: Wilhelm Pieck und Bolesław Bierut reichen sich symbolisch über der Oder-Neiße-Grenze die Hände
Briefmarke der DDR 1951

Als Görlitzer Abkommen (auch Görlitzer Vertrag, Görlitzer Grenzvertrag oder Abkommen von Zgorzelec) wird der Grenzvertrag zwischen der Deutschen Demokratischen Republik (DDR) und der Volksrepublik Polen vom 6. Juli 1950 bezeichnet, der in Zgorzelec, dem seit 1945 polnischen Teil von Görlitz, geschlossen wurde. Er bezeichnet die Oder-Neiße-Linie als „Staatsgrenze zwischen Deutschland und Polen“.

## Entstehung
Teil der Potsdamer Beschlüsse vom 2. August 1945 war ein vorläufiges „Abkommen bezüglich der Westgrenze Polens“ (IX. Polen Punkt b), wonach die Oder-Neiße-Linie als Grenzlinie zwischen der sowjetischen Besatzungszone und Polen festgelegt wurde. Im Vorfeld hatte Großbritannien gegenüber der polnischen Exilregierung die Oderlinie einschließlich Stettins akzeptiert, ohne den Verlauf im südlichen Teil festzuschreiben. Die USA wiederum hatten beschlossen, jeder Übereinkunft zuzustimmen, die Polen, Großbritannien und Sowjetunion finden würden. Die Sowjetunion bestand auf der Lausitzer Neiße, Großbritannien dagegen noch auf der Konferenz von Jalta auf der Glatzer Neiße, die weiter östlich verläuft. Auf Betreiben Josef Stalins wurde die Lausitzer Neiße zum Grenzfluss. Eine Grenzziehung entlang der Oder und der Glatzer Neiße hätte den Verbleib großer Teile Schlesiens bei Deutschland bedeutet: Die Städte Grünberg, Waldenburg und Hirschberg wären deutsch geblieben, von Breslau wäre nur der Nordostteil polnisch geworden.
Das Görlitzer Abkommen widersprach den Beschlüssen von Potsdam, die die deutschen Gebiete östlich dieser Oder-Neiße-Linie nur der Verwaltung des polnischen Staates unterstellt, den endgültigen Verlauf der polnischen Westgrenze jedoch einem Friedensvertrag vorbehalten hatten. Die Grenzen Deutschlands festzulegen war zu dieser Zeit keiner deutschen Regierung und keiner einzelnen Siegermacht erlaubt, diese Kompetenz lag völkerrechtlich noch ausschließlich in Vier-Mächte-Verantwortung.
Auf der Pariser Friedenskonferenz 1946 wiesen die Außenminister der USA und Großbritanniens den Vorschlag des sowjetischen Außenministers Molotow zurück, Deutschland für 40 Jahre zu besetzen und einen zentralistisch organisierten deutschen Einheitsstaat nach Muster der sowjetisch besetzten Zone zu errichten. Am 4. September 1946 wurden ihre Zonen von den militärischen Befehlshabern wirtschaftlich zur Bizone zusammengeschlossen. In einer Rede in Stuttgart am 5. September betonte der amerikanische Außenminister den provisorischen Charakter der Oder-Neiße-Linie. Molotow antwortete wenige Tage später, dass die Grenzregelung endgültig sei. Die SED schwenkte auf den sowjetischen Kurs ein. Mit dem Görlitzer Abkommen erkannte sie die Oder-Neiße-Linie als „unantastbare Friedens- und Freundschaftsgrenze“ an.

## Vertragsschluss
Am 5. und 6. Juni 1950 entsandte die Regierung der DDR eine Delegation unter Führung Walter Ulbrichts nach Warschau, die mit der polnischen Regierung unter Józef Cyrankiewicz eine entsprechende Deklaration über den Grenzverlauf zwischen beiden Staaten verfasste, die sogenannte Warschauer Deklaration vom 6. Juni 1950. Die Unterschrift unter die vereinbarte Erklärung erfolgte nach internen Diskussionen unter dem Druck der Sowjetunion. Jener Grenzverlauf folgte weitgehend der Oder-Neiße-Linie, daher später auch „Oder-Neiße-Grenze“ respektive „Oder-Neiße-Friedensgrenze“ im offiziellen DDR-Sprachgebrauch. Diese wurde in der Bundesrepublik Deutschland zunächst als Demarkationslinie bezeichnet, da sie keine völkerrechtlich anerkannte Grenze darstellte. Einen Monat später wurde dieser Grenzverlauf im Görlitzer Vertrag festgehalten, allerdings verzichtete die Regierung der DDR trotz des zunächst ungelösten Problems auf der Insel Usedom auf die Geltendmachung von Grenzkorrekturen. Auch wurden die Teilung verschiedener Städte und Dörfer entlang der Oder und Neiße, wie Küstrin, Frankfurt (Oder), Guben und Görlitz, sowie der Verlust der westlich der Oder gelegenen Stadt Stettin, des Stettiner Zipfels und der größtenteils westlich der Swine gelegenen Stadt Swinemünde ohne Widerspruch akzeptiert.

## Staatsgrenze
Seit der Definition der Oder-Neiße-Linie als Staatsgrenze zwischen Deutschland (bzw. der DDR) und Polen verläuft durch die Pommersche Bucht die deutsch-polnische Staatsgrenze.
Nach Zwischenfällen von Marineschiffen zwischen 1986 und 1988 (vgl. Volksmarine) wurde der Görlitzer Vertrag von 1950 erweitert, indem am 22. Mai 1989 zwischen der Deutschen Demokratischen Republik und der Volksrepublik Polen ein Vertrag über die Abgrenzung der Seegebiete in der Oderbucht unterzeichnet wurde. Dieser wurde durch den Grenzvertrag 1990 bestätigt.
1995 fasste der polnische Ministerrat einen Beschluss, wonach der Seezugang (Nordansteuerung) zu den beiden Häfen als polnisches Hoheitsgebiet anzusehen sei. Im Lichte des völkerrechtlich gültigen Vertrages von 1990 handelte es sich hierbei um eine einseitige Strittigstellung ohne völkerrechtlich relevante Grundlage.
Trotzdem kam es Ende August 2006 zu leichten Verwerfungen im Verhältnis der beiden Staaten, als Polens Minister für Seewirtschaft, Rafał Wiechecki, in der nachdrücklichen Form einer diplomatischen Note gegen angebliche Grenzverletzungen von Kriegsschiffen der Deutschen Marine bei einem Seemanöver in der Pommerschen Bucht intervenierte.

## Anerkennung durch die Bundesrepublik Deutschland
Die Bundesregierung erhob zwar faktisch schon seit dem Warschauer Vertrag von 1970 keine Ansprüche mehr auf die Gebiete östlich der Oder-Neiße-Linie, erkannte die Grenze aber endgültig erst im Zuge der Zwei-plus-Vier-Gespräche an, um den Wiedervereinigungsprozess zwischen den beiden deutschen Staaten nicht zu gefährden. Mit dem deutsch-polnischen Grenzvertrag wurde sie am 14. November 1990 völkerrechtlich bestätigt. Auch sollten hierbei die Sorgen der europäischen Nachbarstaaten vor einem wiedererstarkenden Deutschland, besonders in Polen, entkräftet werden.